# Ray Sharkey
Raymond Sharkey Jr. (14 de noviembre de 1952 – 11 de junio de 1993) fue un actor de teatro, cine y televisión estadounidense. Su papel cinematográfico más notable fue Vincent Vacarri en la película de 1980 The Idolmaker, por la que ganó el Globo de Oro al Mejor Actor - Película Musical o Comedia. También es conocido por su papel de Sonny Steelgrave en la serie de televisión Wiseguy.

## Primeros años
Sharkey nació en Brooklyn de Cecelia y Ray Sharkey, Sr. Era de ascendencia irlandesa e italiana. El padre de Sharkey era un baterista profesional que abandonó a la familia cuando Sharkey tenía cinco años. Fue criado por su madre, Cecelia, en el barrio Red Hook de Brooklyn. Sharkey se interesó en la actuación después de ver a Jack Lemmon en la película de 1962 Días de vino y rosas. Después de asistir al New York City Community College durante un año, se matriculó en HB Studio para estudiar actuación. Mientras asistía a HB Studio, Sharkey actuó en varias producciones teatrales Off-Broadway. En 1973, él y su amigo, el boxeador y actor Chu Chu Malave, se mudaron a Los Ángeles para seguir sus carreras como actores.

## Carrera
En 1974 debutó en el cine con The Lords of Flatbush. Sharkey apareció en más de cuarenta películas y docenas de apariciones especiales en varias series de televisión.
Una de sus primeras actuaciones destacadas en un papel de personaje se produjo en Who'll Stop the Rain (1978), dirigida por Karel Reisz. El editor de la película, John Bloom, dijo: "No creo que haya habido nunca un mejor par de villanos que Richard Masur y Ray Sharkey: divertidos y aterradores a partes iguales". Esto se hizo eco de una reseña contemporánea, que los llamó "psicópatas jugados al máximo" y agregó: "Son un gran equipo". Si deben ser tan divertidos, incluso cuando gritan obscenidades, sólo el director lo sabe. Pero son graciosos."
En 1980, Sharkey interpretó al promotor de rock Vinnie Vacarri en The Idolmaker. El papel impulsó la carrera de Sharkey y le valió un Premio Globo de Oro por su actuación en la película. Al año siguiente, fue nominado a otro Globo de Oro por su papel en The Ordeal of Bill Carney, en la que interpretó el papel principal. Poco después de aparecer en The Idolmaker, Sharkey desarrolló un hábito de heroína que costaba 400 dólares al día. Como resultado del consumo de drogas, su carrera decayó y fue relegado principalmente a papeles secundarios. Tuvo sobredosis varias veces y estuvo involucrado en cuatro accidentes automovilísticos relacionados con drogas, dos de los cuales requirieron que se sometiera a una microcirugía en los ojos. Intentó someterse a un tratamiento de rehabilitación varias veces, pero finalmente recayó unos meses después. En 1987, Sharkey pasó dos meses en un centro de rehabilitación del condado de Orange en un esfuerzo por dejar para siempre su adicción a las drogas y al alcohol.
Cuatro días después de salir de rehabilitación, consiguió el papel de Sonny Steelgrave en la serie Wiseguy. Como observó un crítico, "Los episodios de Steelgrave fueron maravillosos, en parte debido a la actuación de Sharkey como el duro y tierno Sonny." Otro declaró: "La interpretación de Sharkey de Steelgrave, con su encanto voluble y asesino, ha sido comparada con el Cody Jarrett de James Cagney en White Heat". El productor Stephen J. Cannell y muchos fanáticos lamentaron que el personaje de Sharkey se fuera, pero el formato de Wiseguy era "arcos" narrativos independientes de varios episodios. El personaje fue muy popular entre la audiencia, de hecho, llegaron muchas cartas pidiéndole que regresara, lo que generó especulaciones sobre episodios de flashbacks de Steelgrave (que nunca sucedieron). Se consideró que Sharkey merecía una nominación al premio Emmy, pero no la recibió. Una retrospectiva de Entertainment Weekly de 2008 sobre "Los 50 mayores desaires de los Emmy" clasificó a Sharkey en el puesto 26.
Con ese impulso en su carrera, Sharkey luego coprotagonizó la película biográfica Wired. Basada en la vida de John Belushi, Sharkey interpretó a un ángel puertorriqueño que se encuentra con Belushi después de su muerte en la morgue y "le muestra el error de sus caminos". El siguiente papel de Sharkey fue en la película de comedia negra de 1989 Scenes from the Class Struggle in Beverly Hills.
En 1991, protagonizó la comedia de ABC The Man in the Family. Si bien Sharkey recibió buenas críticas por su actuación, el programa fue criticado y cancelado después de una temporada. Al año siguiente, apareció como invitado en Jake y el Gordo y protagonizó la película para televisión In the Line of Duty: Street War. El 30 de julio de 1992, mientras filmaba un anuncio invitado en la serie de televisión The Hat Squad, en Vancouver, fue arrestado por posesión de drogas. Los funcionarios de aduanas canadienses, al realizar una inspección de rutina de la carga entrante en el aeropuerto, descubrieron pequeñas cantidades de cocaína y heroína en un sobre negro enviado desde Los Ángeles a Sharkey en Vancouver. La policía registró su habitación de hotel y encontró un suministro adicional de drogas. Fue encarcelado y luego puesto en libertad bajo fianza. Sharkey fue posteriormente despedido de The Hat Squad. El último papel de Sharkey fue en la película de comedia Cop and a Half de 1993.

## Vida personal
En mayo de 1981, Sharkey se casó con la modelo Rebecca Wood. El matrimonio terminó en 1986 debido al abuso de drogas de Sharkey. En 1988 se casó con la actriz Carole Graham. Ese matrimonio produjo una hija, Cecelia, en 1989. En noviembre de 1992, Graham se divorció de Sharkey, citando también su abuso de drogas como el motivo del divorcio.
El 22 de septiembre de 2015, la hija de Sharkey, Cecelia Bonnie Sharkey, fue acusada de asesinato capital por la muerte de la madre de su novio, Patricia Metropoulous (Hickerson). En noviembre de 2017, no se opuso, fue declarada loca en el momento del crimen y fue internada en el Patton State Hospital.

## Enfermedad y muerte
A Sharkey le diagnosticaron VIH positivo a finales de los años 1980. Según los informes, contrajo el virus mediante el uso de drogas intravenosas. Después de su muerte, el manager de Sharkey, Herb Nanas, admitió que ambos decidieron mantener su diagnóstico en secreto, temiendo que perjudicara su carrera. A pesar de su diagnóstico, Sharkey siguió negando su condición de VIH positivo y, según su gerente, tuvo relaciones sexuales con unas 100 mujeres después de que le diagnosticaran.
Sharkey comenzó una relación con la modelo y actriz Elena Monica, hija del comediante Corbett Monica, en abril de 1991. Enfermó y fue hospitalizada con meningitis aséptica en julio de 1991. Durante un control de rutina, dio positivo en VIH. Mónica creía que había contraído el virus de Sharkey, quien siguió negando que él la hubiera infectado. Mónica terminó la relación en octubre de 1991 debido a sus sospechas. En julio de 1992, se enteró de que otra mujer también sospechaba que Sharkey también la había infectado con el VIH. Más tarde, ese mismo año, Mónica presentó una demanda por 52 millones de dólares contra el actor por haberla infectado con VIH a sabiendas.
En una entrevista con la revista Details realizada en marzo de 1993, tres meses antes de su muerte, Sharkey le dijo al periodista que en realidad era VIH positivo y dijo que "albergaba una cepa de VIH" que creía que nunca se convertiría en SIDA. En el momento de la entrevista, Sharkey pesaba 80 libras (36 kg), tenía tos seca y padecía una lesión cerebral. Cuando se le preguntó sobre su exnovia Elena Mónica, quien lo acusó de infectarla con VIH, Sharkey dijo: "Esta enfermedad es divertida. Un día eres negativo y al día siguiente eres positivo. Y la gente sufre. No creo que ella haya sufrido por mí." Monica ganó su demanda contra Sharkey por sentencia en rebeldía después de su muerte (Sharkey se negó a impugnar su demanda cuando se presentó originalmente), pero no recibió ninguna compensación de su patrimonio porque el actor tenía muy poco dinero.
Sharkey murió por complicaciones del SIDA en el Lutheran Medical Center de Brooklyn, Nueva York, el 11 de junio de 1993, a los 40 años. Está enterrado en el cementerio de Saint Charles en Farmingdale, Long Island, Nueva York.
En junio de 1993, poco después de la muerte de Sharkey, una diseñadora gráfica de Beverly Hills que dijo haber tenido una relación intermitente con Sharkey de 1985 a 1991 anunció que estaba demandando al patrimonio de Sharkey. La mujer, que sólo fue identificada como "Joyce", cuidó a Sharkey en sus últimos meses y dijo que creía que ella también había contraído el VIH de Sharkey después de que le diagnosticaran el virus en abril de 1992.

## Filmografía

### Películas
| Año  | Título                                          | Papel                    | Notas           |
| ---- | ----------------------------------------------- | ------------------------ | --------------- |
| 1974 | The Lords of Flatbush                           | Estudiante               |                 |
| 1976 | Trackdown                                       | "Flash"                  |                 |
| 1977 | Hot Tomorrows                                   | Louis                    |                 |
| 1977 | Stunts                                          | Paul Salerno             |                 |
| 1978 | Who'll Stop the Rain                            | "Smitty"                 |                 |
| 1978 | Paradise Alley                                  | "Legs"                   |                 |
| 1980 | Heart Beat                                      | Ira                      |                 |
| 1980 | Willie & Phil                                   | Phil D'Amico             |                 |
| 1980 | The Idolmaker                                   | Vinnie Vacarri           |                 |
| 1982 | Love and Money                                  | Byron Levin              |                 |
| 1982 | Some Kind of Hero                               | Sargento Vinnie DiAngelo |                 |
| 1983 | Regina Roma                                     | Carry                    |                 |
| 1984 | Body Rock                                       | Terrence Mitchell        |                 |
| 1984 | Du-beat-e-o                                     | Du-beat-e-o              |                 |
| 1985 | Hellhole                                        | Silk                     |                 |
| 1986 | Wise Guys                                       | Marco                    |                 |
| 1986 | No Mercy                                        | Angles Ryan              |                 |
| 1987 | P.I. Private Investigations                     | Ryan                     |                 |
| 1988 | Act of Piracy                                   | Jack Wilcox              |                 |
| 1989 | Scenes from the Class Struggle in Beverly Hills | Frank                    |                 |
| 1989 | Wired                                           | Angel Velasquez          |                 |
| 1990 | 27 Wagons Full of Cotton                        | Silva                    | Directo a video |
| 1990 | The Rain Killer                                 | Capra                    |                 |
| 1992 | Caged Fear                                      | Warden Hayes             |                 |
| 1992 | Zebrahead                                       | Richard                  |                 |
| 1992 | Dead On: Relentless II                          | Kyle Valsone             | Directo a video |
| 1992 | Round Trip to Heaven                            | 'Stoneface'              |                 |
| 1993 | Cop and a Half                                  | Vinnie 'Fountain'        |                 |

### Television
| Año       | Título                                     | Papel                                 | Notas                                        |
| --------- | ------------------------------------------ | ------------------------------------- | -------------------------------------------- |
| 1974      | Kojak                                      | Detective Gallagher                   | 4 episodios                                  |
| 1975      | On the Rocks                               | Opie                                  | Episodio: "Champion"                         |
| 1975      | All in the Family                          | Hombre en la clínica                  | Episodio: "Chain Letter"                     |
| 1975      | Barney Miller                              | David Salas / Hold-Up Man             | 2 episodios                                  |
| 1975      | Los Jefferson                              | Robert Phelps                         | Episodio: "Tennis Anyone?"                   |
| 1976      | Police Story                               | Pete Samper                           | Episodio: "Payment Deferred"                 |
| 1977      | The Streets of San Francisco               | Benny Lester                          | Episodio: "Time Out"                         |
| 1977      | Best Friends                               | Lionel 'Big O' Lapidus                | Película de televisión                       |
| 1981      | Saturday Night Live                        | Él mismo (anfitrión) / Varios papeles | Episodio: "Ray Sharkey/Jack Bruce & Friends" |
| 1981      | The Ordeal of Bill Carney                  | Bill Carney                           | Película de televisión                       |
| 1985      | Miami Vice                                 | Bobby Profile                         | Episodio: "Tale of the Goat"                 |
| 1985      | The Equalizer                              | Geoffery Dryden                       | Episodio: "Desperately"                      |
| 1986      | Faerie Tale Theatre                        | Gran Visir                            | Episodio: "Aladdin and His Wonderful Lamp"   |
| 1986      | Crime Story                                | Fiscal estadounidense Harry Breitel   | Película de televisión                       |
| 1986-1987 | Crime Story                                | Fiscal estadounidense Harry Breitel   | 5 episodios                                  |
| 1987–1989 | Wiseguy                                    | Sonny Steelgrave                      | 10 episodios                                 |
| 1989      | The Neon Empire                            | Junior Molov                          | Película de televisión                       |
| 1989      | The Revenge of Al Capone                   | "Scarface"                            | Película de televisión                       |
| 1989      | The Hitchhiker                             | Eric Coleman                          | Episodio: "In Living Color"                  |
| 1990      | American Playwrights Theater: The One-Acts | Silva Vaccaro                         | Episodio: "27 Wagons Full of Cotton"         |
| 1990      | The Take                                   | Dennis                                | Película de televisión                       |
| 1990      | Good Cops, Bad Cops                        | Capitán Gerry Clemente                | Película de televisión                       |
| 1991      | The Man in the Family                      | Sal Bavasso                           | 7 episodios                                  |
| 1991      | Riders in the Sky                          | 'Spongehead'                          | Episodio: "Saddle Pals"                      |
| 1992      | Jake y el Gordo                            | Michael 'Mickey' Daytona Da Silva     | Episodio: "Beautiful Dreamer"                |
| 1992      | Chrome Soldiers                            | Gabe Ricci                            | Película de televisión                       |
| 1992      | In the Line of Duty: Street War            | Detective Victor Tomasino             | Película de televisión                       |
| 1992      | The Ray Bradbury Theater                   | The Father                            | Episodio: "By the Numbers"                   |